# Winny Puhh
Winny Puhh – estoński zespół muzyczny, grający muzykę punk rockową i heavymetalową, założony w 1993 roku w miejscowości Põlva, w regionie Setomaa.

## Kariera
Po trzynastu latach spędzonych razem, stali się bardziej znani w 2006 roku dzięki piosence „Nuudlid ja hapupiim” (Kluski i zsiadłe mleko), która zapewniła im miejsce na liście hitów Raadio 2.
W 2008 roku teledysk Winny Puhh „Vanamutt” (Stara kobieta) był nominowany do Estońskich Nagród Muzycznych (Eesti Muusikaauhinnad). W 2009 roku Henry Kõrvits, bardziej znany pod pseudonimem Genka, dołączył do Winny Puhh w utworze „Peegelpõrand” (Lustrzana podłoga), zdobywając szóste miejsce z 456 głosami w 2009 Raadio 2 Top 40.
W 2013 roku Winny Puhh uczestniczył w estońskim finale krajowym Konkursu Piosenki Eurowizji 2013 z piosenką „Meiecundimees üks Korsakov läks eile Lätti” (Korsakow, facet z naszego regionu, pojechał wczoraj na Łotwę), ale zajął trzecie miejsce za Birgit Õigemeel i Grete Paia. Olav Ruitlane i Korsakov (tytułowy bohater piosenki) zostali oddelegowani do udzielania prasie wywiadów. Rozszerzona wersja „Meiecundimees üks Korsakov läks eile Lätti” została wykonana w Paryżu na pokazie mody Ricka Owensa.
Zespół często występuje w ekscentrycznych kostiumach i makijażach. Nazwa zespołu ma kojarzyć się z utworem literackim i postacią Kubusia Puchatka (w oryginale: Winnie the Pooh).

## Członkowie zespołu
- Indrek Vaheoja (Korraldajaonu) – śpiew
- Silver Lepaste (Kartauto) – gitara
- Ove Musting (Jürnas Farmer) – gitara, śpiew
- Indrek Nõmm (Koeraonu) – gitara basowa
- Kristjan Oden (Väikepax) – bębny, perkusja
- Olavi Sander (Doktor O) – bębny, perkusja

W 2009 roku perkusista Olavi Sander (Olevik) tymczasowo opuścił zespół i został zastąpiony przez Kristjana (Väikepax). Później jednak Olevik powrócił i zespół ma dwóch perkusistów.

## Albumy
- „Täämba õdagu praadimi kunna” (Legendaarne Rokenroll Records, 2006)
- „Brääznik” (Legendaarne Rokenroll Records, 2010)
- „Kes küsib” (Clockwork Records, 2014)